# 1333 Cevenola
1333 Cevenola este un asteroid din centura principală, descoperit pe 20 februarie 1934, de Odette Bancilhon.